# Crismery Santana
Crismery Dominga Santana Peguero, född 20 april 1995, är en dominikansk tyngdlyftare.

## Karriär
I augusti 2021 vid OS i Tokyo tog Santana brons i 87-kilosklassen efter att ha lyft totalt 256 kg.